# Никулино (Куньинский район)
Никулино — деревня в Куньинском районе Псковской области России. Входит в состав Пухновской волости.

## География
Расположена на берегу реки Западная Двина (на границе с Тверской областью), в 70 км к югу от районного центра, посёлка городского типа Кунья, и в 1 км к югу от бывшего волостного центра, деревни Долговица.

## Население
| 2001 | 2002 | 2010 |
| ---- | ---- | ---- |
| 36   | →36  | ↘26  |

Численность населения деревни по оценке на начало 2001 года составляла 36 жителей.

## История
С января 1995 до декабря 2005 года деревня входила в бывшую Крестовскую волость, с января 2006 до апреля 2015 года — в состав ныне упразднённой Долговицкой волости.